# Новопушкино
Новопу́шкино (Но́во-Пу́шкино, Но́вое Пу́шкино) — нежилой посёлок в составе Пикшенского сельсовета Большеболдинского района Нижегородской области, в 4 км к югу от районного центра. 

## История
Посёлок был основан, по-видимому, во второй половине XIX века, поскольку на карте А. И. Менде 1850-х годов еще отсутствует, а уже из архивных документов 1860-x годов известно, что из Болдина сюда было перевезено здание бывшей крепостной конторы. В то время посёлок носил название хутор Алексеевский и принадлежал Пушкиным.
В начале XX века болдинским имением владел Лев Анатольевич Пушкин, внучатый племянник поэта. В 1905—1907 годах он распродавал свои земли и предлагал болдинским крестьянам выкупить хутор Алексеевский.
Болдинцы отказались от покупки, надеясь вскоре получить землю в свою собственность.
Тогда Пушкин продал землю мордовским крестьянам из деревни Лобаски, и переехав, новые жители дали посёлку название своего родного места.

## Современность
В настоящее время посёлок является нежилым, хотя не упразднен и по-прежнему (2014 год) числится в составе сельского поселения Пикшенский сельсовет.
Какие-либо постройки в посёлке отсутствуют, сохранились остатки сада, окруженного аллеями, запущенный пруд.
Территория усадебного парка относится к государственному литературно-мемориальному и природному музею-заповеднику А. С. Пушкина «Болдино» и является объектом культурного наследия регионального значения (решение Горьковского облисполкома №471 от 18 декабря 1989).